# ناحیه التا ویستا، شهرستان لینکولن، مینه‌سوتا
شهرستان التا ویستا، بخش لینکولن، مینه‌سوتا (به انگلیسی: Alta Vista Township, Lincoln County, Minnesota) یک منطقهٔ مسکونی در ایالات متحده آمریکا است که در مینه‌سوتا واقع شده‌است.

## خصوصیات
شهرستان التا ویستا ۹۴٫۶ کیلومترمربع مساحت و ۲۱۲ نفر جمعیت دارد و ۴۰۳ متر بالاتر از سطح دریا واقع شده‌است.